# Halat Nuaim
Halat Nuaim (em árabe: حالة نعيم) é uma ilha do Barém. É localizada fora da costa da ilha de Muarraque, próximo à cidade de Hadade. Tinha sido tradicionalmente habitada pela tribo Al Nuaim.